# Anfide
Anfide (in greco antico: Ἄμφις?, Ámphis; Andro?, inizio IV secolo a.C. circa – Atene?, dopo il 332 a.C. ?) è stato un commediografo e poeta ateniese della Commedia Media, contemporaneo del filosofo Platone.

## Biografia
Secondo Suda era ateniese, anche se un decreto del 332 menziona un omonimo dell'isola di Andros, il che indurrebbe a pensare che si tratti proprio del commediografo, emigrato ad Atene dall'isola e lì dedicatosi alla commedia. Il che sarebbe confermato dal fatto che Amphis sarebbe un diminutivo, di tipo non attico, di Amphikrates.
Inoltre, per quanto concerne la datazione del poeta, un riferimento a Frine di Thespies contenuto in una delle sue commedie dimostra che era vivo nel 332 a.C.

## Commedie
Sopravvivono i titoli di 26 delle sue commedie e alcuni frammenti: Athamas; Acco; Aleiptria (La venditrice d'olio); Alcmaeon; Ampleourgos (Il vinaio); Amphicrates; Balaneion (Il bagno); Gynaikokratia (Il governo delle donne); Gynaikomania (Pazzia per le donne); Daktylios (L'anello); Dexidemides; Dithyrambos; Hepta Epi Thebais (Sette contro Tebe); Erithoi; Ialemos; Kallisto; Koniates; 
Kouris (La barbiera); Kybeutai (I giocatori di dadi); Leukas; Odysseus; Opora; Ouranos; Pan; Planos (Il vagabondo); Sappho; Philadelphoi (Gli amanti dei fratelli); Philetairos (L'amante dei compagni).
I frammenti ed i titoli, ancorché non sia possibile ricostruire la trama delle commedie, mostrano temi tipici della Commedia di Mezzo, con l'attenzione ai caratteri presi dalla vita quotidiana, con aspetti delle varie categorie socio-professionali e, inoltre, l'attenzione alla parodia mitologica originatasi, nella Mese, dal Pluto aristofaneo.